# Konrad von Koppenfels

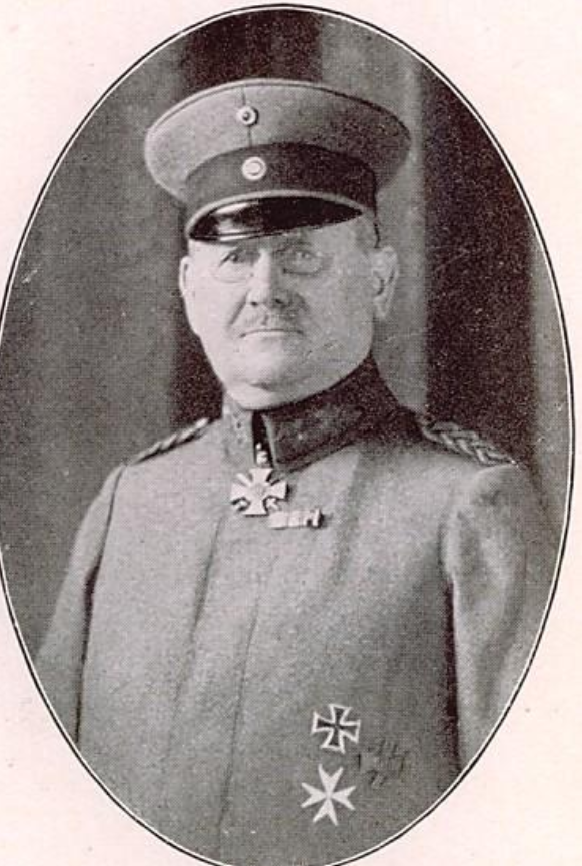
Konrad von Koppenfels

Konrad von Koppenfels (* 15. September 1868 in Pirna; † 13. Februar 1945 in Dresden) war ein sächsischer Generalmajor.

## Leben

### Herkunft
Konrad von Koppenfels war Sohn des sächsischen Kreishauptmanns Heinrich Max von Koppenfels und dessen Ehefrau Helene, geb. von Gutschmid. Er hatte mindestens zwei Geschwister, darunter Walther von Koppenfels und Elisabeth, welche mit dem späteren sächsischen Generalmajor Arthur von Bodenhausen verheiratet war.

### Karriere

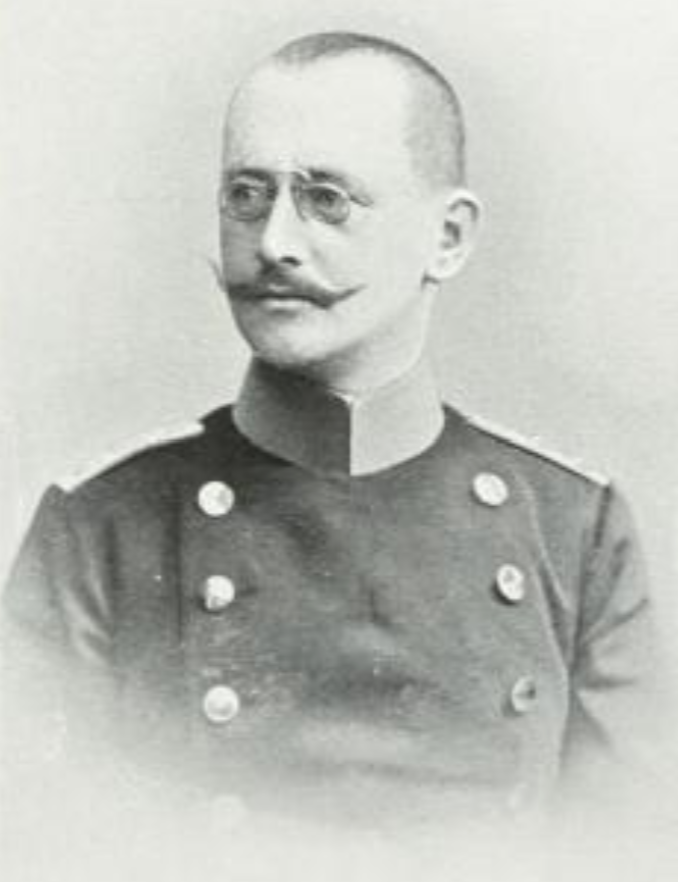
Konrad von Koppenfels als Generalstabsoffizier in jüngeren Jahren

Er wurde im Ostern 1878 in das Vitzthumsche Gymnasium zu Dresden aufgenommen. Er wechselte später in den Kadettenkorps der sächsischen Armee und wurde nach langjähriger Erziehung dem 2. Königlich Sächsisches Jäger-Bataillon Nr. 13 in Dresden überwiesen, wo er 1889 zum Leutnant avancierte. Am 18. September 1893 wurde er zum Oberleutnant befördert. Nach Beförderung zum Hauptmann am 29. März 1900 wurde er in den sächsischen Generalstab unter einjähriger Verwendung beim Großen Generalstab in Berlin befehligt. 1901 wurde er in das Generalkommando des XIX. (II. Königlich Sächsisches) Armee-Korps befehligt. 1904 kehrte er in den Truppendienst zurück und wurde Kompaniechef der 2. Kompanie im Infanterie-Regiment „König Georg“ (7. Königlich Sächsisches) Nr. 106. 1906 wurde er von seiner Position enthoben und in den Generalstab der 24. Division (2. Königlich Sächsische) versetzt. Am 21. September 1907 wurde er zum Major befördert und in den Generalstab des XIX. (II. Königlich Sächsisches) Armee-Korps befehligt. Nach mehrjähriger Dienstzeit in dieser Eigenschaft wurde er 1910 als Bataillonskommandeur des II. Bataillons in das Schützen-(Füsilier-)Regiment „Prinz Georg“ (Königlich Sächsisches) Nr. 108 versetzt. Nach Beförderung zum Oberstleutnant am 1. Oktober 1913 wurde er Abteilungschef der Allgemeinen Armee-Abteilung im Kriegsministerium.
Nach Ausbruch des Ersten Weltkrieges wurde er zum Chef des Generalstabes des XII. (Königlich Sächsisches) Reserve-Korps ernannt. In dieser Eigenschaft nahm er mit seinem Verband an den Schlacht von der Maas bis zur Schlacht an der Marne teil, wo er sich besonders auszeichnen konnte und am 15. Oktober 1914 mit dem Ritterkreuz des Militär-St.-Heinrichs-Ordens ausgezeichnet wurde. 1915 wurde er in dieser Position zum Oberst befördert und übernahm am 14. September 1915 als Nachfolger von Oberst Kurt von Holleben zum Regimentskommandeur des 243.-Reserve-Infanterie-Regiment, welches er bis zum 8. März 1916 an der Westfront führte und u. a. während der Herbstschlacht in der Champagne kommandierte. Nachdem er das Regiment an den Oberst Johannes Richter abgab wurde er erneut Abteilungschef im sächsischen Kriegsministerium und in dieser Eigenschaft 1918 zum Generalmajor befördert. Nach Kriegsende schied er aus dem aktiven Heeresdienst aus und wurde 1927 Kommendator der Sächsischen Genossenschaft des Johanniterordens, wobei er bis zu seinem Tode bei den Luftangriffen auf Dresden in diesem Amt blieb.